# Kommunalvalen i Sverige 1991
Kommunalvalen i Sverige 1991 genomfördes söndagen den 15 september 1991. Vid detta val valdes kommunfullmäktige för mandatperioden 1991–1994 i samtliga 286 kommuner. Genom utbrytningar bildades Gnesta kommun och Trosa kommun ur Nyköpings kommun.

## Valresultat
| Parti                | Parti                             | Röster            | Röster | Röster | Mandatfördelning | Mandatfördelning |
| Parti                | Parti                             | Antal             | %      | +− %   | Antal            | +−               |
| -------------------- | --------------------------------- | ----------------- | ------ | ------ | ---------------- | ---------------- |
|                      | Socialdemokraterna                | 2 016 883         | 36,6   | -5,0   | 5 194            | -676             |
|                      | Moderata samlingspartiet          | 1 222 339         | 22,2   | +4,1   | 2 661            | +528             |
|                      | Centerpartiet                     | 617 319           | 11,2   | −1,3   | 2 065            | −177             |
|                      | Folkpartiet liberalerna           | 528 000           | 9,6    | −1,7   | 1 188            | −213             |
|                      | Kristdemokratiska Samhällspartiet | 318 762           | 5,8    | +3,0   | 815              | +455             |
|                      | Vänsterpartiet                    | 267 485           | 4,8    | -0,7   | 574              | -48              |
|                      | Miljöpartiet de Gröna             | 199 207           | 3,6    | -2,0   | 389              | -304             |
|                      | Ny demokrati                      | 188 085           | 3,4    | +3,4   | 335              | +335             |
|                      | Övriga partier                    | 158 896           | 2,9    | —      | 305              | —                |
| Antal giltiga röster | Antal giltiga röster              | 5 516 976         | 100,0  |        | 13 526           | -38              |
| Ogiltiga röster      | Ogiltiga röster                   | 105 205           |        |        |                  |                  |
| Totalt               | Totalt                            | 5 622 181 (84,3%) |        |        |                  |                  |

### Övriga partier
(Som fick mandat i flera kommuner)
- Kommunal vänster, 11 platser
- KPMLr-Revolutionärerna, 7 platser
- Framstegspartiet, 7 platser
- Arbetarpartiet kommunisterna, 5 platser
- Frihetliga Kommunalfolket, 4 platser
- SPI Välfärden, 3 platser
- Arbetarlistan, 2 platser
- Sverigedemokraterna, 2 platser
- Pensionärspartiet, 2 platser

### Kartor
| Majoritetsförhållanden i kommunfullmäktige | Majoritetsförhållanden i kommunfullmäktige |
| 1988 | 1991                                       |
| --- | ------------------------------------------ |
| |                                            |
| S+V i absolut majoritet S+V i relativ majoritet M+C+FP+KDS i absolut majoritet M+C+FP+KDS i relativ majoritet Jämnt mellan blocken Tredje parti i relativ majoritet |                                            |